# Торвилл, Джейн
Джейн То́рвилл (англ. Jayne Torvill; 7 октября 1957, Ноттингем) — британская фигуристка в спортивных танцах на льду, в дуэте с Кристофером Дином — олимпийская чемпионка 1984 года, бронзовый призёр Олимпийских игр 1994 года, 4-кратная чемпионка мира (1981—1984), 4-кратная чемпионка Европы (1981, 1982, 1984, 1994).

## Биография
Джейн Торвилл начала кататься на коньках, играя после школы в хоккей, в возрасте 8 лет. Затем начала заниматься фигурным катанием. В возрасте 14 лет она выиграла чемпионат Великобритании в парном катании среди юниоров с Майклом Хатчинсоном. После распада этой пары Джейн три года выступала в одиночном катании, а затем, в 1975 году её партнёром стал Кристофер Дин, и новая пара занялась танцами на льду.
В то время Джейн работала клерком в страховой компании, а Кристофер был полицейским. Только после того, как дуэт Торвилл — Дин стал пятым на зимних Олимпийских играх 1980 года в Лейк-Плэсиде, они смогли оставить основную работу и посвятить фигурному катанию полный рабочий день.
Торвилл и Дин развивали необычайно творческий оригинальный стиль, существенно меняя сложившиеся стереотипы в спортивных танцах:
— в сезоне 1982/83 пара и тренер поставили программу в эксцентричном стиле на мюзикл «Барнум», впервые в истории введя в программу новые цирковые движения, изображающие балансирование на канате, жонглирование, а также новые дорожки шагов, поддержки, перевороты, вращения и др., совместив удивительный стиль с практически абсолютной технической чистотой и захватывающей эмоциональностью; впервые в истории чемпионатов Европы и мира судьи выставили все оценки 6,0 за артистизм.
— в сезоне 1983/84 в совершенно иной по стилю программе на музыку Мориса Равеля «Болеро» пара отличалась исключительной плавностью, чистотой и красотой линий, и судьи выставили не только все оценки 6,0 за артистизм, но и 3 оценки 6,0 за технику. Однако данная программа вызвала споры специалистов и судей, прежде всего потому, что первые 40 секунд программы пара выполняла движения на одном месте (причём партнёр не поднимался со льда), но правила ИСУ на тот момент это не регламентировали, поэтому оценки снижены не были (затем ИСУ ввёл соответствующие ограничения до 10 секунд). В целом на Олимпиаде-84 Торвилл и Дин получили 19 оценок 6,0 из 63 возможных.
После этих двух сезонов пара обрела всемирную славу.
Затем Торвилл и Дин перешли в профессионалы, три раза подряд выигрывали чемпионаты мира среди профессионалов, участвовали в различных ледовых шоу.
В 1989 году имена Джейн Торвилл и Кристофера Дина были внесены во Всемирный зал славы фигурного катания.
В 1993 году ИСУ выпустил послабления в правилах, чтобы дать возможность некоторым фигуристам вернуться в любительский спорт, что позволило Торвилл и Дину принять участие в Олимпийских играх 1994 года, где они завоевали бронзовые медали. Также Торвилл и Дин перед Олимпиадой стали чемпионами Европы. После Олимпиады Торвилл и Дин снова вернулись в профессионалы, выиграли ещё два чемпионата мира.
В 1990 году Джейн вышла замуж за Фила Кристена. У них двое детей — сын Киран и дочь Джессика.
В 2000 году Торвилл стала кавалером ордена Британской империи (степень — OBE).

## Спортивные достижения
| Соревнования               | 1975—1976 | 1976—1977 | 1977—1978 | 1978—1979 | 1979—1980 | 1980—1981 | 1981—1982 | 1982—1983 | 1983—1984 | 1993—1994 |
| -------------------------- | --------- | --------- | --------- | --------- | --------- | --------- | --------- | --------- | --------- | --------- |
| Зимние Олимпийские игры    |           |           |           |           | 5         |           |           |           | 1         | 3         |
| Чемпионаты мира            |           |           | 11        | 8         | 4         | 1         | 1         | 1         | 1         |           |
| Чемпионаты Европы          |           |           | 9         | 6         | 4         | 1         | 1         | WD        | 1         | 1         |
| Чемпионаты Великобритании  |           | 4         | 3         | 1         | 1         | 1         | 1         | 1         | 1         | 1         |
| NHK Trophy                 |           |           |           |           | 2         |           |           |           |           |           |
| St Ivel International      |           |           |           |           |           | 1         | 1         |           |           |           |
| Оберсдорф                  |           | 2         | 1         |           |           |           |           |           |           |           |
| St Gervais                 |           | 1         |           |           |           |           |           |           |           |           |
| Morzine Trophy             |           |           |           | 2         |           |           |           |           |           |           |
| John Davis Trophy          |           |           | 1         |           |           |           |           |           |           |           |
| Northern Championships     | 1         |           |           |           |           |           |           |           |           |           |
| Sheffield Trophy           |           | 1         |           |           |           |           |           |           |           |           |
| Rotary Watches Competition |           |           |           | 2         |           |           |           |           |           |           |

WD = снялись с соревнований

## Результаты профессиональной карьеры
| Турниры                             | 1984 | 1985 | 1990 | 1994 | 1995 | 1996 |
| ----------------------------------- | ---- | ---- | ---- | ---- | ---- | ---- |
| Чемпионат мира среди профессионалов | 1    | 1    | 1    |      | 1    | 1    |
| Challenge of Champions              |      |      | 1    |      | 1    | 1    |
| World Team Championship             |      |      |      | 3    | 1    | 1    |